# Claudia Kohde-Kilsch
Claudia Kohde-Kilsch (Saarbrücken, 11 de desembre de 1963) és una exjugadora professional de tennis i política alemanya.
Va guanyar un total de 8 títols individuals i 25 en dobles, on va destacar especialment guanyant dos títols de Grand Slam. Va disputar vuit finals de Grand Slam en dobles femenins però va patir el domini de la parella formada per 
Martina Navrátilová i Pam Shriver que la van derrotar en sis ocasions. Va arribar a la quarta posició del rànquing individual i a la tercera en dobles. També va guanyar la medalla de bronze en els Jocs Olímpics de Seül 1988 en la prova de dobles junt a Steffi Graf.
Després de la seva retirada va formar part del partit socialista alemany Die Linke.

## Biografia
Claudia Kohde va néixer a Saarbrücken, però va afegir amb guionet Kilsch al seu nom pel seu pare adoptiu Jürgen Kilsch. Té una germana petita anomenada Katrin.
Es va casar amb Chris Bennett i van tenir un fill anomenat Fynn. Amb el seu marit dirigeixen la productora CeKay Music.
L'any 2012 va donar suport al candidat Oskar Lafontaine del partit Die Linke en les eleccions al parlament regional de Saarland. Després de les eleccions fou nomenada portaveu del grup parlamentari al landtag.

## Torneigs de Grand Slam

### Dobles femenins: 8 (2−6)
| Resultat   | Núm. | Any  | Torneig              | Parella         | Oponents                        | Marcador         |
| ---------- | ---- | ---- | -------------------- | --------------- | ------------------------------- | ---------------- |
| Finalista  | 1.   | 1982 | Open d'Austràlia     | Eva Pfaff       | Martina Navrátilová Pam Shriver | 4−6, 2−6         |
| Finalista  | 2.   | 1984 | Roland Garros        | Hana Mandlíková | Martina Navrátilová Pam Shriver | 7−5, 3−6, 2−6    |
| Finalista  | 3.   | 1984 | Open d'Austràlia (2) | Helena Suková   | Martina Navrátilová Pam Shriver | 3−6, 4−6         |
| Finalista  | 4.   | 1985 | Roland Garros (2)    | Helena Suková   | Martina Navrátilová Pam Shriver | 6−4, 2−6, 2−6    |
| Guanyadora | 1.   | 1985 | US Open              | Helena Suková   | Martina Navrátilová Pam Shriver | 6−7(5), 6−2, 6−3 |
| Finalista  | 5.   | 1985 | Open d'Austràlia (3) | Helena Suková   | Martina Navrátilová Pam Shriver | 3−6, 4−6         |
| Guanyadora | 2.   | 1987 | Wimbledon            | Helena Suková   | Betsy Nagelsen Elizabeth Smylie | 7−5, 7−5         |
| Finalista  | 6.   | 1988 | Roland Garros (3)    | Helena Suková   | Martina Navrátilová Pam Shriver | 2−6, 5−7         |

## Jocs Olímpics

### Dobles
| Any  | Campionat                          | Parella     | Oponents | Resultat |
| ---- | ---------------------------------- | ----------- | -------- | -------- |
| 1988 | Jocs Olímpics, Seül, Corea del Sud | Steffi Graf |          |          |

## Palmarès

### Individual: 16 (8−8)
| Llegenda                     |
| ---------------------------- |
| Grand Slam (0−0)             |
| WTA Tour Championships (0−0) |
| Tier I (0−0)                 |
| Tier II (0−0)                |
| Tier III (0−0)               |
| Tier IV (1−0)                |
| Tier V (1−0)                 |
| Virginia Slims (6−8)         |

| Títols per superfície |
| --------------------- |
| Dura (1−1)            |
| Gespa (1−0)           |
| Terra batuda (3−4)    |
| Moqueta (3−3)         |

| Resultat   | Núm. | Data                   | Torneig                     | Superfície   | Oponent             | Marcador         |
| ---------- | ---- | ---------------------- | --------------------------- | ------------ | ------------------- | ---------------- |
| Guanyadora | 1.   | 12 de gener de 1981    | Toronto, Canadà             | Moqueta (i)  | Nina Bohm           | 4−6, 6−2, 7−5    |
| Guanyadora | 2.   | 13 de juliol de 1981   | Kitzbühel, Àustria          | Terra batuda | Sylvia Hanika       | 7−5, 7−6         |
| Guanyadora | 3.   | 25 de gener de 1982    | Pittsburgh, Estats Units    | Moqueta (i)  | Eva Pfaff           | 6−4, 6−0         |
| Guanyadora | 4.   | 17 de març de 1982     | Austin, Estats Units        | Moqueta (i)  | Helena Suková       | 7−6(0), 0−6, 6−3 |
| Finalista  | 1.   | 9 d'abril de 1984      | Hilton Head, Estats Units   | Terra batuda | Chris Evert-Lloyd   | 2−6, 3−6         |
| Guanyadora | 5.   | 14 de maig de 1984     | Berlín, Alemanya Occidental | Terra batuda | Kathleen Horvath    | 7−6(8), 6−1      |
| Finalista  | 2.   | 29 d'octubre de 1984   | Zuric, Suïssa               | Moqueta (i)  | Zina Garrison       | 1−6, 6−0, 2−6    |
| Finalista  | 3.   | 10 de desembre de 1984 | Tòquio, Japó                | Moqueta (i)  | Manuela Maleev      | 6−3, 4−6, 4−6    |
| Guanyadora | 6.   | 29 de juliol de 1985   | Los Angeles, Estats Units   | Dura         | Pam Shriver         | 6−2, 6−4         |
| Finalista  | 4.   | 5 d'agost de 1985      | Toronto                     | Dura         | Chris Evert-Lloyd   | 2−6, 4−6         |
| Finalista  | 5.   | 13 de gener de 1986    | Worcester, Estats Units     | Moqueta (i)  | Martina Navrátilová | 6−4, 1−6, 4−6    |
| Finalista  | 6.   | 31 de març de 1986     | Marco Island, Estats Units  | Terra batuda | Chris Evert-Lloyd   | 4−6, 2−6         |
| Finalista  | 7.   | 14 d'abril de 1986     | Amelia Island, Estats Units | Terra batuda | Steffi Graf         | 4−6, 7−5, 6−7(3) |
| Finalista  | 8.   | 11 de maig de 1987     | Berlín                      | Terra batuda | Steffi Graf         | 2−6, 3−6         |
| Guanyadora | 7.   | 6 de juny de 1988      | Birmingham, Regne Unit      | Gespa        | Pam Shriver         | 6−1, 6−2         |
| Guanyadora | 8.   | 10 de setembre de 1990 | Kitzbühel                   | Terra batuda | Rachel McQuillan    | 7−6(5), 6−4      |

### Dobles: 64 (25−39)
| Llegenda                     |
| ---------------------------- |
| Grand Slam (2−6)             |
| WTA Tour Championships (0−5) |
| Tier I (1−2)                 |
| Tier II (1−3)                |
| Tier III (0−1)               |
| Tier IV (0−3)                |
| Tier V (2−1)                 |
| Virginia Slims (19−18)       |

| Títols per superfície |
| --------------------- |
| Dura (4−8)            |
| Gespa (2−9)           |
| Terra batuda (11−8)   |
| Moqueta (8−14)        |

| Resultat   | Núm. | Data                   | Torneig                                               | Superfície   | Parella            | Oponents                               | Marcador            |
| ---------- | ---- | ---------------------- | ----------------------------------------------------- | ------------ | ------------------ | -------------------------------------- | ------------------- |
| Guanyadora | 1.   | 21 de juliol de 1980   | Kitzbühel, Àustria                                    | Terra batuda | Eva Pfaff          | Hana Mandlíková Renáta Tomanová        | Renúncia            |
| Guanyadora | 2.   | 13 de juliol de 1981   | Kitzbühel (2)                                         | Terra batuda | Eva Pfaff          | Elizabeth Little Yvonne Vermaak        | 6−4, 6−3            |
| Finalista  | 1.   | 17 de maig de 1982     | Berlín, Alemanya Occidental                           | Terra batuda | Bettina Bunge      | Liz Gordon Beverly Mould               | 3−6, 4−6            |
| Finalista  | 2.   | 15 de novembre de 1982 | Brisbane, Austràlia                                   | Gespa        | Eva Pfaff          | Billie Jean King Anne Smith            | 3−6, 4−6            |
| Finalista  | 3.   | 22 de novembre de 1982 | Sydney, Austràlia                                     | Gespa        | Eva Pfaff          | Martina Navrátilová Pam Shriver        | 3−6, 6−2, 6−7       |
| Finalista  | 4.   | 29 de novembre de 1982 | Open d'Austràlia, Austràlia                           | Gespa        | Eva Pfaff          | Martina Navrátilová Pam Shriver        | 4−6, 2−6            |
| Guanyadora | 3.   | 21 de febrer de 1983   | Oakland, Estats Units                                 | Moqueta (i)  | Eva Pfaff          | Rosie Casals Wendy Turnbull            | 6−4, 4−6, 6−4       |
| Finalista  | 5.   | 23 de març de 1983     | Virginia Slims Championships, Nova York, Estats Units | Moqueta (i)  | Eva Pfaff          | Martina Navrátilová Pam Shriver        | 5−7, 2−6            |
| Finalista  | 6.   | 16 de maig de 1983     | Berlín (2)                                            | Terra batuda | Eva Pfaff          | Jo Durie Anne Hobbs                    | 4−6, 6−7(2)         |
| Guanyadora | 4.   | 4 de juliol de 1983    | Hamburg, Alemanya Occidental                          | Terra batuda | Bettina Bunge      | Ivanna Madruga Catherine Tanvier       | 7−5, 6−4            |
| Guanyadora | 5.   | 9 d'abril de 1984      | Hilton Head, Estats Units                             | Terra batuda | Hana Mandlíková    | Anne Hobbs Sharon Walsh                | 7−5, 6−2            |
| Guanyadora | 6.   | 23 d'abril de 1984     | Orlando, Estats Units                                 | Terra batuda | Hana Mandlíková    | Anne Hobbs Wendy Turnbull              | 6−0, 1−6, 6−3       |
| Finalista  | 7.   | 28 de maig de 1984     | Roland Garros, França                                 | Terra batuda | Hana Mandlíková    | Martina Navrátilová Pam Shriver        | 7−5, 3−6, 2−6       |
| Finalista  | 8.   | 20 d'agost de 1984     | Mont-real, Canadà                                     | Dura         | Hana Mandlíková    | Kathy Jordan Elizabeth Sayers          | 1−6, 2−6            |
| Guanyadora | 7.   | 15 d'octubre de 1984   | Filderstadt, Alemanya Occidental                      | Moqueta (i)  | Helena Suková      | Bettina Bunge Eva Pfaff                | 6−2, 4−6, 6−3       |
| Finalista  | 9.   | 29 d'octubre de 1984   | Zuric, Suïssa                                         | Moqueta (i)  | Hana Mandlíková    | Andrea Leand Andrea Temesvári          | 1−6, 3−6            |
| Guanyadora | 8.   | 19 de novembre de 1984 | Sydney                                                | Gespa        | Helena Suková      | Wendy Turnbull Sharon Walsh            | 6−2, 7−6(4)         |
| Finalista  | 10.  | 29 de novembre de 1984 | Open d'Austràlia (2)                                  | Gespa        | Helena Suková      | Martina Navrátilová Pam Shriver        | 3−6, 4−6            |
| Guanyadora | 9.   | 10 de desembre de 1984 | Tòquio, Japó                                          | Moqueta (i)  | Helena Suková      | Elizabeth Smylie Catherine Tanvier     | 6−4, 6−4            |
| Finalista  | 11.  | 7 de gener de 1985     | Washington DC, Estats Units                           | Moqueta (i)  | Helena Suková      | Gigi Fernández Martina Navrátilová     | 3−6, 6−3, 3−6       |
| Finalista  | 12.  | 18 de març de 1985     | Virginia Slims Championships, Nova York (2)           | Moqueta (i)  | Helena Suková      | Martina Navrátilová Pam Shriver        | 7−6(4), 4−6, 6−7(5) |
| Guanyadora | 10.  | 13 de maig de 1985     | Berlín                                                | Terra batuda | Helena Suková      | Steffi Graf Catherine Tanvier          | 6−5, 6−1            |
| Finalista  | 13.  | 27 de maig de 1985     | Roland Garros (2)                                     | Terra batuda | Helena Suková      | Martina Navrátilová Pam Shriver        | 6−4, 2−6, 2−6       |
| Guanyadora | 11.  | 29 de juliol de 1985   | Los Angeles, Estats Units                             | Dura         | Helena Suková      | Hana Mandlíková Wendy Turnbull         | 6−4, 6−2            |
| Finalista  | 14.  | 12 d'agost de 1985     | Mahwah, Estats Units                                  | Dura         | Helena Suková      | Kathy Jordan Elizabeth Smylie          | 6−7(6), 3−6         |
| Guanyadora | 12.  | 26 d'agost de 1985     | US Open, Estats Units                                 | Dura         | Helena Suková      | Martina Navrátilová Pam Shriver        | 6−7(5), 6−2, 6−3    |
| Finalista  | 15.  | 28 d'octubre de 1985   | Zuric (2)                                             | Moqueta (i)  | Helena Suková      | Hana Mandlíková Andrea Temesvári       | 4−6, 6−3, 5−7       |
| Finalista  | 16.  | 11 de novembre de 1985 | Brisbane (2)                                          | Gespa        | Helena Suková      | Martina Navrátilová Pam Shriver        | 4−6, 7−6(6), 1−6    |
| Finalista  | 17.  | 25 de novembre de 1985 | Open d'Austràlia (3)                                  | Gespa        | Helena Suková      | Martina Navrátilová Pam Shriver        | 3−6, 4−6            |
| Guanyadora | 13.  | 9 de desembre de 1985  | Tòquio (2)                                            | Moqueta (i)  | Helena Suková      | Marcella Mesker Elizabeth Smylie       | 6−0, 6−4            |
| Finalista  | 18.  | 6 de gener de 1986     | Washington DC (2)                                     | Moqueta (i)  | Helena Suková      | Martina Navrátilová Pam Shriver        | 3−6, 4−6            |
| Finalista  | 19.  | 13 de gener de 1986    | Worcester, Estats Units                               | Moqueta (i)  | Helena Suková      | Martina Navrátilová Pam Shriver        | 3−6, 1−6            |
| Guanyadora | 14.  | 10 de gener de 1986    | Dallas, Estats Units                                  | Moqueta (i)  | Helena Suková      | Hana Mandlíková Wendy Turnbull         | 4−6, 7−5, 6−4       |
| Finalista  | 20.  | 17 de març de 1986     | Virginia Slims Championships, Nova York (3)           | Moqueta (i)  | Helena Suková      | Hana Mandlíková Wendy Turnbull         | 4−6, 7−6(4), 3−6    |
| Guanyadora | 15.  | 14 d'abril de 1986     | Amelia Island, Estats Units                           | Terra batuda | Helena Suková      | Gabriela Sabatini Catherine Tanvier    | 6−2, 5−7, 7−6(7)    |
| Finalista  | 21.  | 16 de juny de 1986     | Eastbourne, Regne Unit                                | Gespa        | Helena Suková      | Martina Navrátilová Pam Shriver        | 2−6, 4−6            |
| Finalista  | 22.  | 11 d'agost de 1986     | Los Angeles                                           | Dura         | Helena Suková      | Martina Navrátilová Pam Shriver        | 4−6, 3−6            |
| Finalista  | 23.  | 3 de novembre de 1986  | Worcester (2)                                         | Moqueta (i)  | Helena Suková      | Martina Navrátilová Pam Shriver        | 5−7, 3−6            |
| Guanyadora | 16.  | 10 de novembre de 1986 | Chicago, Estats Units                                 | Terra batuda | Helena Suková      | Steffi Graf Gabriela Sabatini          | 6−7(5), 7−6(5), 6−3 |
| Finalista  | 24.  | 17 de novembre de 1986 | Virginia Slims Championships, Nova York (4)           | Moqueta (i)  | Helena Suková      | Martina Navrátilová Pam Shriver        | 6−7(1), 3−6         |
| Guanyadora | 17.  | 30 de gener de 1987    | WTA Doubles Championships, Tòquio                     | Moqueta (i)  | Helena Suková      | Elise Burgin Pam Shriver               | 6−1, 7−6(5)         |
| Finalista  | 25.  | 23 de febrer de 1987   | Key Biscayne, Estats Units                            | Dura         | Helena Suková      | Martina Navrátilová Pam Shriver        | 3−6, 6−7(6)         |
| Finalista  | 26.  | 4 de maig de 1987      | Roma, Itàlia                                          | Terra batuda | Helena Suková      | Martina Navrátilová Gabriela Sabatini  | 4−6, 1−6            |
| Guanyadora | 18.  | 11 de maig de 1987     | Berlín (2)                                            | Terra batuda | Helena Suková      | Catarina Lindqvist Tine Scheuer-Larsen | 6−1, 6−2            |
| Guanyadora | 19.  | 22 de juny de 1987     | Wimbledon, Regne Unit                                 | Gespa        | Helena Suková      | Betsy Nagelsen Elizabeth Smylie        | 7−5, 7−5            |
| Finalista  | 27.  | 17 d'agost de 1987     | Toronto (2)                                           | Dura         | Helena Suková      | Zina Garrison Lori McNeil              | 1−6, 2−6            |
| Guanyadora | 20.  | 21 de setembre de 1987 | Hamburg (2)                                           | Terra batuda | Jana Novotná       | Natàlia Bíkova Leila Meskhi            | 7−6(1), 7−6(6)      |
| Guanyadora | 21.  | 9 de novembre de 1987  | Chicago (2)                                           | Moqueta (i)  | Helena Suková      | Zina Garrison Lori McNeil              | 6−4, 6−3            |
| Finalista  | 28.  | 16 de novembre de 1987 | Virginia Slims Championships, Nova York (5)           | Moqueta (i)  | Helena Suková      | Martina Navrátilová Pam Shriver        | 1−6, 1−6            |
| Finalista  | 29.  | 28 de desembre de 1987 | Brisbane (3)                                          | Gespa        | Helena Suková      | Betsy Nagelsen Pam Shriver             | 6−2, 5−6, 2−6       |
| Finalista  | 30.  | 4 de gener de 1988     | Sydney (2)                                            | Gespa        | Helena Suková      | Ann Henricksson Christiane Jolissaint  | 6−7(5), 6−4, 3−6    |
| Finalista  | 31.  | 7 de març de 1988      | Boca Raton, Estats Units                              | Dura         | Helena Suková      | Katrina Adams Zina Garrison            | 6−4, 5−7, 4−6       |
| Finalista  | 32.  | 4 d'abril de 1988      | Hilton Head                                           | Terra batuda | Gabriela Sabatini  | Lori McNeil Martina Navrátilová        | 2−6, 6−2, 3−6       |
| Finalista  | 33.  | 9 de maig de 1988      | Berlín (3)                                            | Terra batuda | Helena Suková      | Isabelle Demongeot Nathalie Tauziat    | 2−6, 6−4, 4−6       |
| Finalista  | 34.  | 23 de maig de 1988     | Roland Garros (3)                                     | Terra batuda | Helena Suková      | Martina Navrátilová Pam Shriver        | 2−6, 5−7            |
| Finalista  | 35.  | 17 d'octubre de 1988   | Zuric (3)                                             | Moqueta (i)  | Helena Suková      | Isabelle Demongeot Nathalie Tauziat    | 3−6, 3−6            |
| Guanyadora | 22.  | 28 de novembre de 1988 | Adelaida, Austràlia                                   | Dura         | Sylvia Hanika      | Jana Novotná Lori McNeil               | 7−5, 6−7(4), 6−4    |
| Finalista  | 36.  | 30 de gener de 1989    | Tòquio                                                | Moqueta (i)  | Mary Joe Fernández | Katrina Adams Zina Garrison            | 3−6, 6−3, 6−7(5)    |
| Finalista  | 37.  | 7 d'agost 1989         | Los Angeles (2)                                       | Dura         | Mary Joe Fernández | Martina Navrátilová Wendy Turnbull     | 2−5, retirada       |
| Guanyadora | 23.  | 4 de febrer de 1991    | Oslo, Noruega                                         | Moqueta (i)  | Silke Meier        | Sabine Appelmans Raffaella Reggi       | 3−6, 6−2, 6−4       |
| Guanyadora | 24.  | 1 d'abril de 1991      | Hilton Head (2)                                       | Terra batuda | Nataixa Zvéreva    | Mary-Lou Daniels Lise Gregory          | 6−4, 6−0            |
| Finalista  | 38.  | 5 d'agost de 1991      | Toronto (3)                                           | Dura         | Helena Suková      | Larisa Savchenko Nataixa Zvéreva       | 6−1, 5−7, 2−6       |
| Guanyadora | 25.  | 24 de febrer 1992      | Indian Wells, Estats Units                            | Dura         | Stephanie Rehe     | Jill Hetherington Kathy Rinaldi        | 6−3, 6−3            |
| Finalista  | 39.  | 28 de setembre de 1992 | Bayona, França                                        | Moqueta (i)  | Stephanie Rehe     | Linda Ferrando Petra Langrová          | 6−1, 3−6, 4−6       |

### Equips: 3 (1−2)
| Resultat   | Núm. | Data                            | Torneig                                   | Superfície   | Equip                   | Oponents                                                     | Marcador |
| ---------- | ---- | ------------------------------- | ----------------------------------------- | ------------ | ----------------------- | ------------------------------------------------------------ | -------- |
| Finalista  | 1.   | 19−25 de juliol de 1982         | Copa Federació, Santa Clara, Estats Units | Dura         | Bettina Bunge           | Chris Evert-Lloyd Andrea Leand Martina Navrátilová           | 0−3      |
| Finalista  | 2.   | 17−24 de juliol de 1983         | Copa Federació, Zúric, Suïssa             | Terra batuda | Bettina Bunge Eva Pfaff | Iva Budarova Hana Mandlíková Marcela Skuherska Helena Suková | 1−2      |
| Guanyadora | 1.   | 26 de juliol −2 d'agost de 1987 | Copa Federació, Vancouver, Canadà         |              | Steffi Graf Silke Meier | Chris Evert Pam Shriver                                      | 2−1      |

## Trajectòria

### Individual
| Open d'Austràlia | 1R          | 1R          | 3R          | 3R          | 3R          | SF          | NC          | SF          | SF | QF          | 1R          | 1R          | 2R | 0 / 12 | 26 − 12 |
| Roland Garros | 1R          | 1R          | 2R          | 3R          | 4R          | SF          | 4R          | QF          | 3R | 1R          | 2R          | 2R          | 1R | 0 / 13 | 22 − 13 |
| Wimbledon | A           | 2R          | 4R          | 4R          | 4R          | 2R          | 3R          | QF          | A  | 3R          | 3R          | 3R          | 2R | 0 / 11 | 24 − 11 |
| US Open | A           | 1R          | 3R          | 2R          | 4R          | QF          | 4R          | QF          | 3R | 1R          | A           | 1R          | A  | 0 / 10 | 19 − 10 |
| Jocs Olímpics | No celebrat | No celebrat | No celebrat | No celebrat | No celebrat | No celebrat | No celebrat | No celebrat | 2R | No celebrat | No celebrat | No celebrat | A  | 0 / 1  | 1 – 1   |
| Rànquing a final d'any | 78          | 20          | 19          | 23          | 8           | 5           | 7           | 10          | 12 | 37          | 46          | 84          | 79 |        |         |
| Llegenda: G: Guanyadora; F: Finalista; SF: Semifinalista; QF: Quarts de final; Q: Qualificació; A: Absent; RR: Round Robin |             |             |             |             |             |             |             |             |    |             |             |             |    |        |         |

### Dobles
| Open d'Austràlia | QF | 1R          | F           | 1R          | F  | F           | NC          | SF          | A  | 3R          | A           | 1R          | 3R | 0 / 10 | 26 − 10 |
| Roland Garros | 1R | SF          | QF          | QF          | F  | F           | SF          | SF          | F  | 1R          | QF          | 3R          | 1R | 0 / 13 | 34 − 13 |
| Wimbledon | A  | 1R          | SF          | QF          | QF | SF          | 2R          | G           | A  | 3R          | 2R          | 3R          | 3R | 1 / 11 | 28 − 10 |
| US Open | A  | QF          | SF          | A           | 3R | G           | QF          | QF          | 3R | A           | A           | QF          | A  | 1 / 8  | 26 − 7  |
| Jocs Olímpics | A  | No celebrat | No celebrat | No celebrat | A  | No celebrat | No celebrat | No celebrat | 3a | No celebrat | No celebrat | No celebrat | A  | 0 / 1  | 1 – 1   |
| Rànquing a final d'any |    |             |             |             |    |             | 5           | 3           | 8  | 42          | 52          | 24          | 25 |        |         |
| Llegenda: G: Guanyadora; F: Finalista; SF: Semifinalista; QF: Quarts de final; Q: Qualificació; A: Absent; RR: Round Robin |    |             |             |             |    |             |             |             |    |             |             |             |    |        |         |